# Exsurge Domine

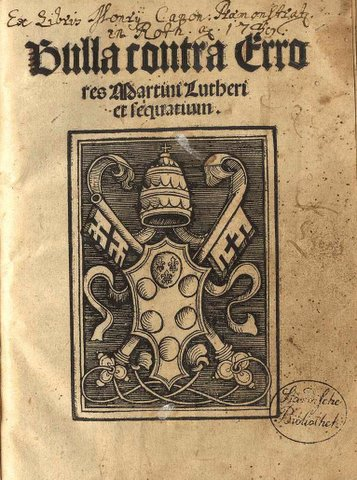
Voorpagina Exsurge Domine

Exsurge Domine (Latijn voor Sta op, o Heer) was een pauselijke bul uitgevaardigd door paus Leo X op 15 juni 1520, waarin hij Maarten Luther opriep afstand te nemen van de – in de ogen van de paus – dwaalleer. In de bul werden daarbij 41 door Luther gepubliceerde stellingen inzake het geloof aangehaald, die door de paus bestempeld werden als "errores" (dwalingen).

## De bul
Tussen 1519-1520 had Luther zich steeds uitdrukkelijker gericht tegen wat hij zag als misstanden binnen de kerk. In verschillende publicaties en toespraken riep hij zijn aanhang op om weer terug te keren naar de waarheid zoals die in het evangelie stond vermeld en zich te verzetten tegen de antichrist, de paus in Rome. Een hervorming van de kerk was volgens Luther noodzakelijk. Pogingen van de kerk om met Luther hierover in discussie te gaan liepen uit op niets, vooral ook omdat Luther represailles vreesde. 
Als reactie hierop richtte het Vaticaan drie commissies op die belast werden met de bestudering van de werken van Luther. De resultaten van deze commissies werden uitvoerig behandeld in drie verschillende consistories, waarbij tijdens het consistorie van 1 juni 1520 besloten werd Luther op te roepen zijn stellingen te herroepen. Tijdens dit consistorie werd de bul Exsurge Domine ook voor het eerst voorgelezen, waarna besloten werd deze ook publiekelijk af te kondigen.
Naast de waarschuwing aan het adres van Luther riep de bul alle christenen op om de werken van Luther niet te lezen, niet in huis te hebben en ze niet te verspreiden. Openbare verbranding van de werken was in de ogen van het Vaticaan een geschikte oplossing.
Aan Maarten Luther werd 60 dagen gegeven om zijn mening te herzien. Mocht hij hierop niet ingaan, dan zou excommunicatie (voor Luther en zijn aanhangers) een onvermijdelijk gevolg zijn. Zou Luther wel gehoor geven aan de oproep van de paus – door middel van wettelijk erkende documenten – dan zou de paus openstaan voor vergeving.

## Nasleep

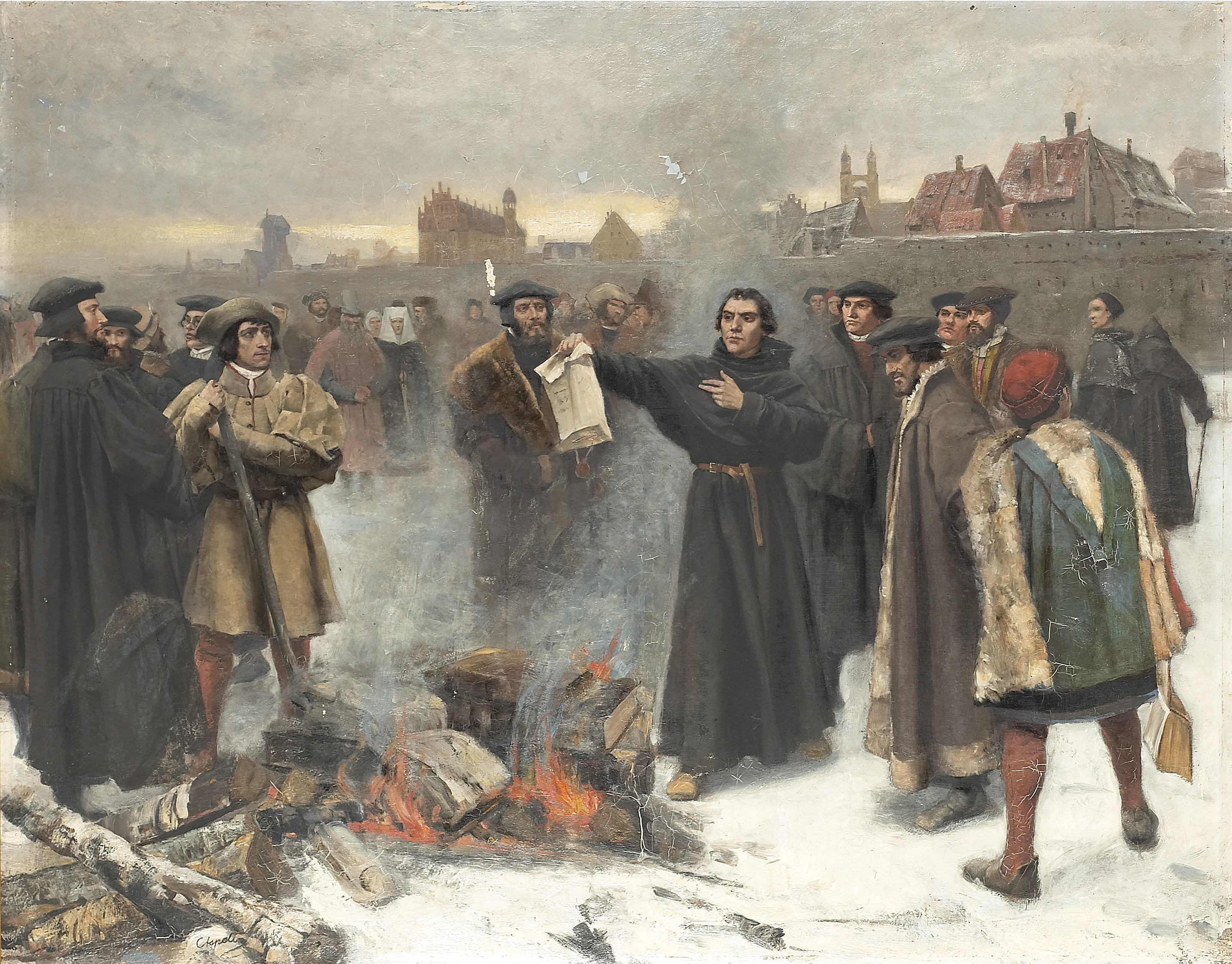
Schilderij van Luther die de bull verbrandt door Karl Aspelin

Voor de publieke bekendmaking van de bul wees paus Leo X de Duitse theoloog Johannes Eck, fel tegenstander van Luther, aan. De reactie op de bul in de Duitse gebieden was overwegend negatief, en verschillende malen was Eck zelfs genoodzaakt te vluchten voor de reactie van het publiek.
De door de paus bepaalde termijn van 60 dagen verliep op 10 december 1520. Op die dag besloot Maarten Luther de pauselijke bul, samen met enkele kerkelijke wetboeken, te verbranden. 
Op 3 januari 1521 vaardigde paus Leo X de bul Decet Romanum Pontificem uit, waarin Maarten Luther en zijn volgelingen officieel werden geëxcommuniceerd. 